# Сокуров, Александр Николаевич
Алекса́ндр Никола́евич Соку́ров (род. 14 июня 1951, Подорвиха, Иркутская область) — советский и российский кинорежиссёр, сценарист.
Сокуров известен философскими и экспериментальными фильмами, которые исследуют исторические, социальные и личные темы. Сокуров часто сочетает документальные элементы с художественным кино, а также известен использованием длинных кадров и инновационных съемочных техник. Среди его наиболее значимых работ — «Русский ковчег» (2002), снятый одним непрерывным кадром, «Фауст» (2011), получивший «Золотого льва» на Венецианском кинофестивале, а также трилогия о диктаторах: «Молох» (о Гитлере), «Телец» (о Ленине) и «Солнце» (о Хирохито).
Народный артист России (2004), шестикратный лауреат премии «Ника», заведующий кафедрой режиссуры кино и телевидения Института истории, филологии и СМИ Кабардино-Балкарского государственного университета имени Х. М. Бербекова (2010—2019). Член попечительского совета фонда развития Эрмитажа, член Совета по правам человека России, создатель фонда поддержки кинематографа «Пример Интонации».

## Биография

### Семья и ранние годы
Родился 14 июня 1951 года в деревне Подорвиха Иркутской области (в 1956 году затоплена при пуске Иркутской ГЭС) в семье военнослужащего, участника Великой Отечественной войны. В связи с тем, что отец Сокурова часто командировался к различным местам службы, семья вынуждена была переезжать вместе с ним, мать работала секретарём-машинисткой. Сокуров начал учиться в школе в Польской Народной Республике, а закончил в Туркменской ССР. В 1968 году поступил на исторический факультет Горьковского государственного университета. Во время учёбы работал в редакции художественного вещания Горьковского телевидения, где в возрасте 19 лет выпустил свои первые телевизионные программы: несколько телевизионных фильмов, телевизионных программ прямого эфира, в том числе и спортивные передачи. В 1974 году Сокуров защитил диплом историка и завершил обучение в университете.

### Начало режиссёрской карьеры
В 1975 году поступил на режиссёрский факультет Всероссийского государственного института кинематографии (мастерская режиссуры научно-популярного фильма под руководством Александра Згуриди). За отличную учёбу получал именную стипендию Сергея Эйзенштейна. В период обучения познакомился с Юрием Арабовым, сценаристом, главным союзником и соратником в творчестве. В 1979 году, сдав экзамены экстерном, режиссёр на год раньше срока был вынужден закончить обучение из-за нарастающего конфликта с администрацией института и руководителями Госкино: его обвинили в формализме и в антисоветских настроениях, из-за чего его студенческие работы категорически отвергались. В итоге первый художественный фильм «Одинокий голос человека» по произведениям Андрея Платонова (позже получивший несколько престижных фестивальных наград) не был засчитан руководством института в качестве дипломной работы. Виталий Ждан, ректор ВГИКа, отдал приказ его смыть, плёнка подлежала уничтожению.
И мы его украли: забрали сначала позитивы, а потом я пошёл на склад негативов, переложил негатив в коробки от каких-то своих срезок по чёрно-белым работам и вынес. И никто не кинулся искать фильм. Он хранился у меня много лет, пока его не удалось выпустить на экран.Сергей Юриздицкий, «Киноведческие записки» № 67 2004

Именно это время для Сокурова ознаменовано моральной и профессиональной поддержкой режиссёра Андрея Тарковского, высоко оценившего «Одинокий голос человека»: 
…у него в этом фильме не актёры и даже не любители, а просто люди с улицы. При этом там есть какой-то странный стиль, срез — какие-то странные аспекты, там есть куски, которым я просто, не скрывая, завидую, потому что мне так никогда не снять… Я могу сказать, что в каких-то других сценах я мог бы подняться и выше, но такого я никогда не делал…  Там есть кусок чёрно-белый, снятый рапидом и… немой. Это даже не один кадр. Там четыре гениальных кадра. …ты знаешь, что только за одну эту картину…
 У Сокурова есть странные вещи, необъяснимые, даже глупые, непонятные вроде, несвязные… Но… гений! Рука гения…

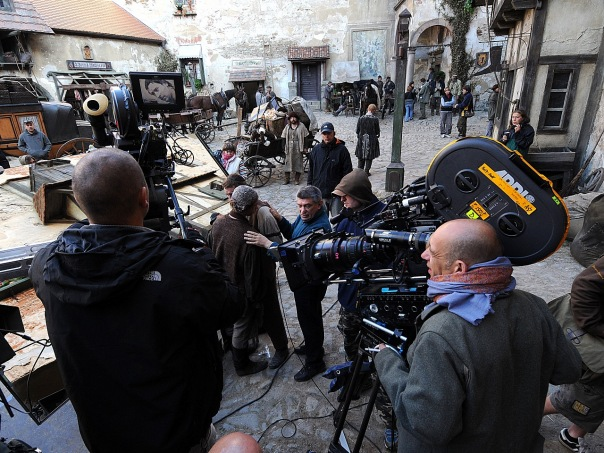
Александр Сокуров (в центре) на съёмочной площадке картины «Фауст», 2010 год

Сокуров хотел работать на «Мосфильме», однако условия работы там его не устраивали. По рекомендации Тарковского в 1980 году Сокуров был зачислен на киностудию «Ленфильм», где снял свои первые игровые картины. Одновременно сотрудничал с Ленинградской студией документальных фильмов, где в разное время выпустил все свои документальные работы.
Первые фильмы, снятые режиссёром в Ленинграде, вызвали негативную реакцию как Госкино, так и партийных органов. Сокуров многократно заявлял, что ему предназначено место в лагере под Сыктывкаром. В течение долгого времени, вплоть до конца 1980-х годов, ни один из его фильмов не был допущен к прокату. Тарковский дважды организовывал Сокурову выезд за рубеж, однако режиссёра, по его словам, удержали русский язык и духовные сокровища Эрмитажа, с которым ему более всего не хотелось расставаться.

### Признание
В конце 1980-х годов снятые Сокуровым ранее фильмы не только вышли в прокат, но и с большим успехом представляли советское кино на международных кинофестивалях. В 1980—1990 годы режиссёр интенсивно работал, снимая часто по несколько картин в год. Одновременно он принимал участие в работе благотворительных программ для молодёжи на радио, занимался с группой молодых начинающих режиссёров при киностудии «Ленфильм». В 1998—1999 годах вёл на Петербургском телевидении цикл передач «Остров Сокурова», в которых обсуждалось место кинематографа в современной культуре. С середины 1990-х годов Сокуров со своими коллегами начал освоение технологии видео, которое продолжается до сих пор. Группой Сокурова снято несколько документальных видеофильмов, в том числе по заказу японских телевизионных каналов.
В 1995 году по решению Европейской Киноакадемии имя Александра Сокурова включено в число ста лучших режиссёров мирового кино. Режиссёр становился участником и лауреатом многих международных фестивалей, в разных странах мира почти ежегодно проходят ретроспективы его фильмов. Он неоднократно получал награды международных кинофестивалей, премии ФИПРЕССИ, премии имени Тарковского, является лауреатом Государственной премии РФ (1997, 2014) и лауреатом Премии Ватикана — «Премия Третье тысячелетие» (1998). Сокуров 43 раза номинировался на призы престижных киноконкурсов, из которых 26 раз одерживал победу.
В 1999 году был назначен членом коллегии Государственного комитета Российской Федерации по кинематографии.
Режиссёр живёт в Санкт-Петербурге, где, кроме реализации творческих начинаний, возглавляет общественную группу активистов-градозащитников — так называемую «Группу Сокурова», ведущую диалог с городской властью на тему защиты от разрушения старого Петербурга.

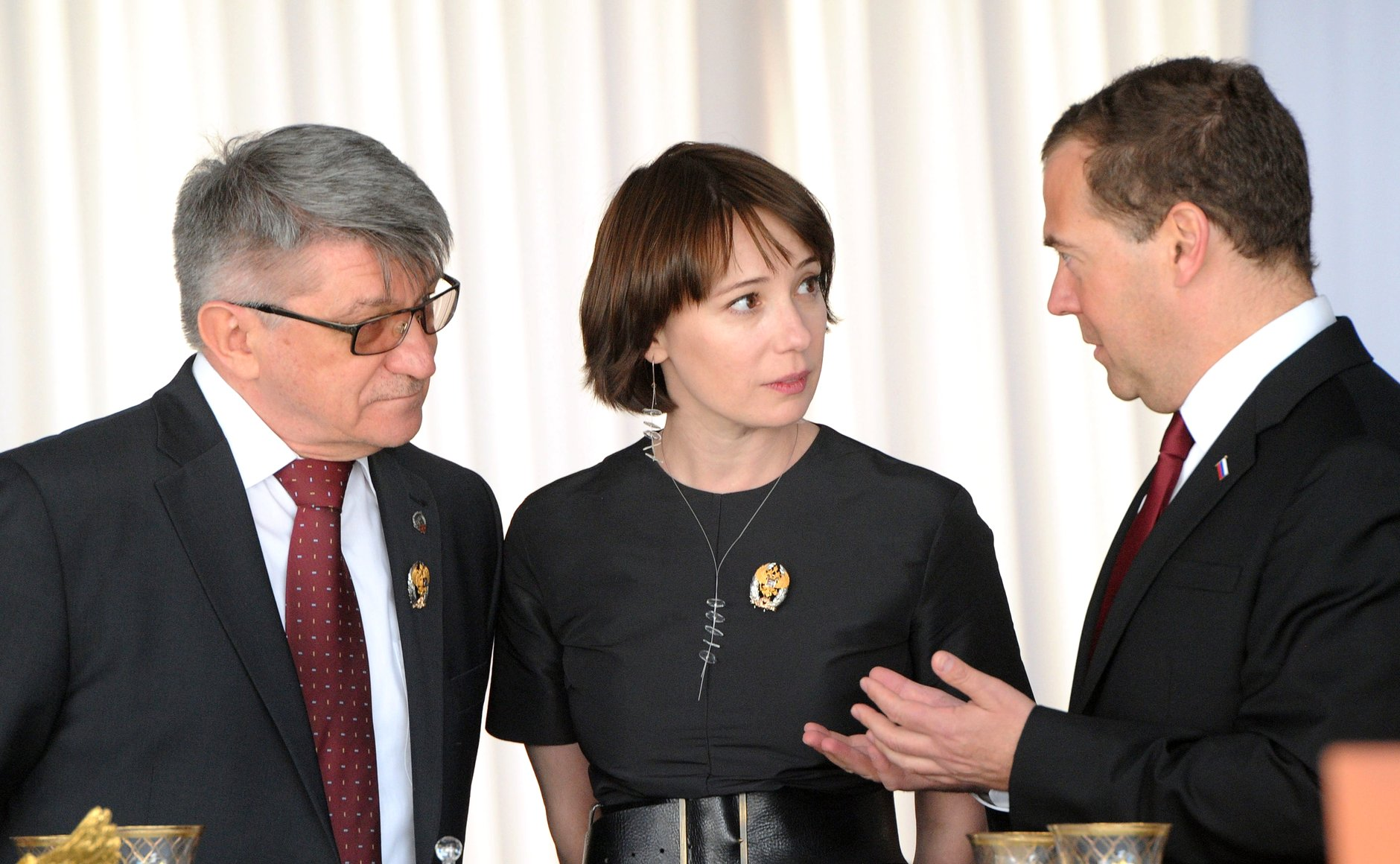
Александр Сокуров, Чулпан Хаматова и Председатель Правительства РФ Дмитрий Медведев на торжественном приёме по случаю Дня России, 12 июня 2015 года

10 сентября 2011 года на церемонии закрытия 68-го Венецианского кинофестиваля Александр Сокуров получил «Золотого льва» и премию Экуменического жюри за картину «Фауст», завершающую цикл, названный им тетралогией о власти. На вручении главного приза председатель жюри Даррен Аронофски отметил, что «решение было единодушным: это тот фильм, который меняет жизнь каждого, кто его увидит».
В декабре 2011 года генеральный консул Японии в Санкт-Петербурге от имени японской императорской семьи вручил Сокурову почётный орден Восходящего солнца с золотыми лучами. На церемонии режиссёр признался в особом отношении к Японии и высказался за возврат Россией «земель, принадлежавших японскому народу».
В 2017 году Сокуров был объявлен почётным гостем на 30-й церемонии вручения премии Европейской киноакадемии, которая состоится 9 декабря в Берлине.
В августе 2023 года на вопрос журналиста НСН Александр Сокуров ответил:

Я давно не имею связей с Венецианским фестивалем и с европейцами вообще. Мне это не очень интересно после того, как они повели себя по отношению к русскому кино. Меня их жизнь совершенно не беспокоит и не волнует. Берлинский фестиваль очень политический, обостренно-политический, ну а Канны — это фестиваль министерства иностранных дел, о каком кино там может идти речь?
— 

### Мастерская в КБГУ
В 2010 году Сокуров набрал группу в собственную мастерскую на кафедре кино и телевидения КБГУ (Кабардино-Балкарский государственный университет имени Х. М. Бербекова), в Нальчике. В 2015 году дипломы получили 12 его учеников, молодых режиссёров, в их числе будущие участники ведущих мировых кинофестивалей Кантемир Балагов, Владимир Битоков, Кира Коваленко, Александр Золотухин, Гаджимурад Эфендиев , Малика Мусаева, Марьяна Калмыкова, Марианна Казанчева, Тина Мастафова, Беслан Закуреев, Олег Хамоков, Анзор Дохов.

### Мастерская в Ереване
Летом 2024 года появились сообщения об открытии Александром Сокуровым мастерской в магистратуре Ереванского государственного института театра и кино. Мастерская должна была вестись на двух языках. Однако позже она была отменена, из-за разногласий с руководством вуза.

## Общественная позиция
В апреле 2000 года подписал письмо в поддержку политики недавно избранного президента России Владимира Путина в Чечне. Французский режиссёр Лео Каракс опубликовал ответное открытое письмо с критикой Сокурова и Алексея Германа, который был в числе подписантов.
В марте 2014 года Сокуров выступил с заявлением, в котором указал, что использование военной силы против Украины будет иметь необратимые последствия для самой России. Также он призвал россиян уважать желание украинцев жить отдельным государством:

Мы не один народ с украинцами, мы разные. У нас внутренне разные культуры. Не зря украинцы всегда хотели жить отдельным государством. Да, мы близки, у нас есть много похожего, но это не означает, что мы один народ. Это совсем не так. Мы разные и нам эту разность нужно уважать и ценить.

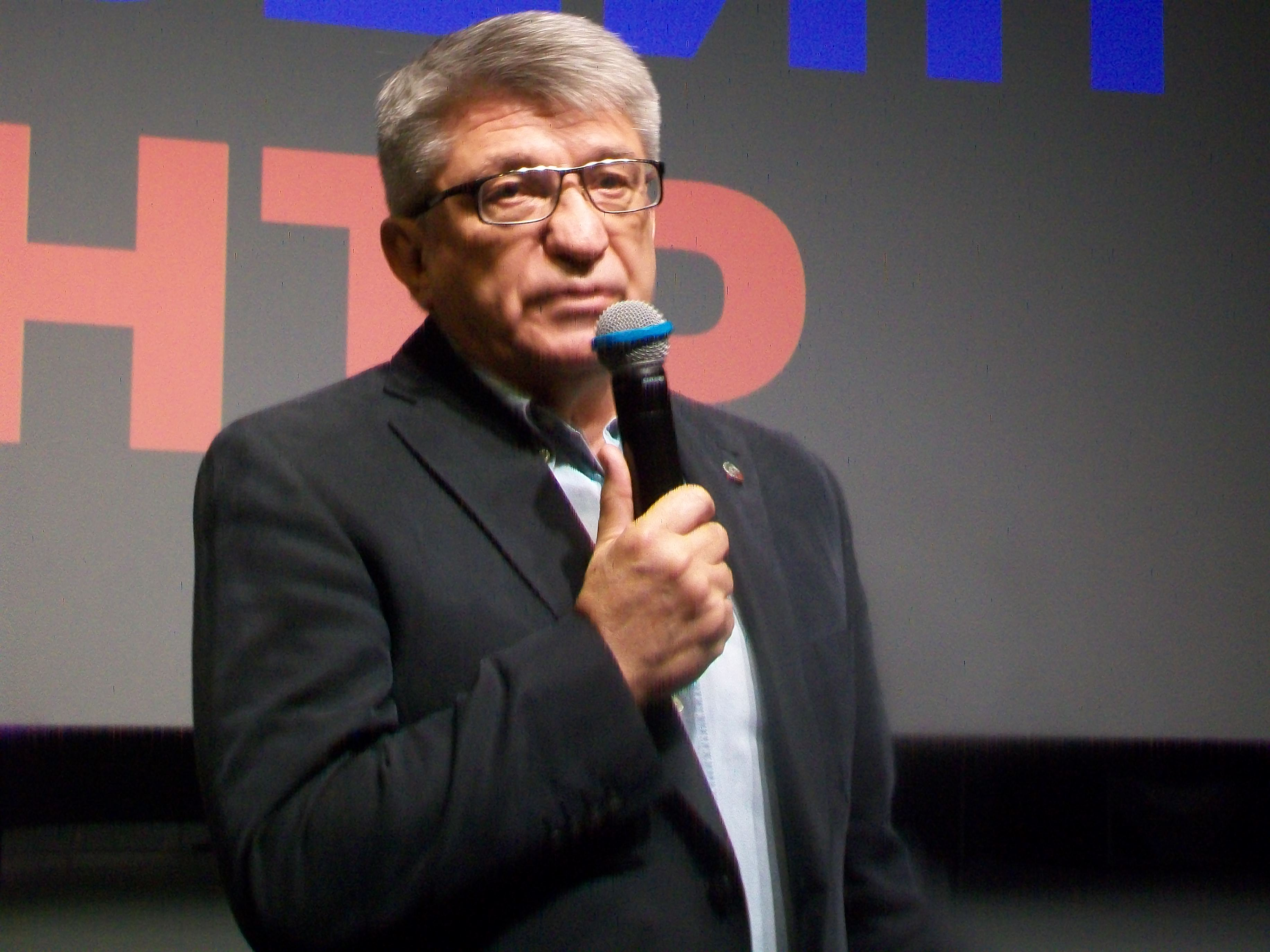
Выступление в Ельцин-центре
сентябрь 2017 года

На парламентских выборах 2016 года возглавлял петербургский список партии «Яблоко» (при этом оставаясь беспартийным).
В феврале 2017 года Сокуров высказывался за включение в российскую Конституцию положения о недопустимости применения армии против соседних государств:

Я бы в Конституцию внёс принцип обязательного мирного сосуществования со всеми странами, с которыми мы имеем общие границы. Даже если на нас напали, мы должны находить в себе силы не применять армию, не вторгаться на чужую территорию.

Также режиссёр осудил агрессивную риторику российских политических комментаторов и сотрудников российского телевидения и радиовещания:

Надеюсь, когда-нибудь эти политические обозреватели предстанут перед Гаагским трибуналом как провокаторы, которые нанесли огромный урон гуманитарному пространству России и всему российскому народу. Эти радио- и телевизионные глашатаи занимаются тем, что во время пожара разбрасываются спичками. На месте власти я бы обратил особое внимание на этих людей, создающих предпосылки для международных конфликтов. Они должны быть наказаны. Это же просто преступники, которые работают и на государственных, и на частных каналах. И там, и там нет никакой ответственности за подобное поведение.

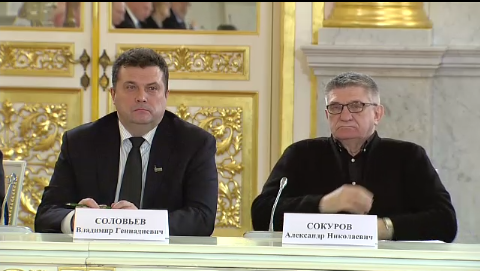
В. Г. Соловьёв и А. Н. Сокуров на заседании Совета при Президенте РФ по развитию гражданского общества и правам человека
11 декабря 2018 года

29 марта 2017 года, получая премию «Ника» в номинации «За честь и достоинство», произнёс речь, часть которой была посвящена школьникам и студентам, вышедшим на акции протеста 26 марта. Сокуров говорил о необходимости для власти вести диалог с молодыми людьми и о недопустимости «гражданской войны» с ними, а также выступил за освобождение осуждённого по обвинению в терроризме украинского режиссёра Олега Сенцова.
Нельзя начинать гражданскую войну среди школьников и студентов.
3 декабря 2018 года вошёл в состав Совета при Президенте РФ по развитию гражданского общества и правам человека.
В ноябре 2020 года вместе с другими российскими деятелями культуры призвал ЮНЕСКО включить памятники христианского культурного, художественного и архитектурного наследия Нагорного Карабаха в список всемирного наследия для их дальнейшего сохранения.
9 декабря 2021 года, на встрече Владимира Путина и Совета по правам человека, Сокуров выступил с речью о проблемах России, в которой затронул ситуацию на Кавказе. Сокуров заявил, что «федерацию русских всё больше и больше начинают не любить», что «многие молодые люди на Кавказе» говорили ему, что русские «не очень заслуживают уважения». Он предложил «отпустить всех, кто более не хочет жить с нами в одном государстве» и «пожелать им удачи». Владимир Путин назвал речь Сокурова «манифестом, набором проблем и страхов», призвал относиться к теме серьёзно и предположил, что Сокуров хочет «повторения Югославии на нашей территории». После того, как речь вызвала бурную общественную реакцию, Сокуров направил главе СПЧ Валерию Фадееву письмо, в котором извинился за свои слова, а также высказал опасения за свою жизнь. В ходе дискуссии Путин дал понять, что регулярно встречается с Сокуровым, и предложил лично обсудить беспокоящие того вопросы, однако в итоге режиссёру было отказано во встрече.
22 июня 2022 года Сокурову не разрешили выехать из России: режиссёр и его сопровождающие собирались на конференцию в Милан, но на границе с Финляндией ему запретили выезд, сославшись на «распоряжение премьер-министра Михаила Мишустина».
В августе 2022 года совместно с рядом российских правозащитников и учёных подписал открытое письмо Президенту России, предложив ему содействовать отмене смертной казни в ДНР.
14 сентября 2023 года Сокуров посетил судебное заседание по делу Александры Скочиленко, где высказался по поводу уголовного преследования политических активистов:

…я решительный противник судебных процессов над женщинами. По общественным этическим процедурам женщина вообще неприкосновенна должна быть. Поэтому суд над молодой девушкой вызывает у меня абсолютную злость во всех смыслах.
Я бывал уже на подобных судах, когда арестовывали моих студентов. [Политзаключённые] такие же граждане моей страны. Они значительную часть своей жизни и своё будущее тратят на эту борьбу. Несогласие с действиями правительства — это нормальное поведение граждан. [Поддерживать политзаключённых] — это наша моральная обязанность и наше гражданское право, по отношению к которому власти совершают, как нам кажется, абсолютно неправомерные действия.
— 
В октябре 2023 года было отказано в выдаче прокатного удостоверения фильму Сокурова «Сказка», причём конкретная причина для этого не была указана — была лишь приведена ссылка на подпункт «ж» пункта 18 правил выдачи, отказа в выдаче и отзыва прокатного удостоверения: «в иных определённых федеральными законами случаях». Сокуров в связи с этим сообщил, что ожидает негласного запрета на показ всех его кинематографических работ, созданных ранее, и заявил: «Я не просто протестую против цензуры — я заявляю протест против нарушения моего конституционного права свободного общения моих произведений с соотечественниками».
3 декабря 2023 года режиссёр Александр Сокуров сообщил, что он не работает над новыми проектами, поскольку ему запрещено снимать кино в России:

Я не работаю над новыми проектами, теперь мне нельзя будет снимать и показывать кино в России. Моя профессиональная карьера, как мне кажется, из-за данного запрета, отказа в прокате, завершилась.

Ну, а куда мне деваться сейчас? Что мне делать? Я — русский человек, у меня российский паспорт. Почему я должен за рубежом реализовываться? Почему я должен уехать, а не они?— 

## Фильмография

### Художественные фильмы
- 1978, вышел в 1987 — Одинокий голос человека
- 1980 — Разжалованный
- 1985, вышел в 1987 — Скорбное бесчувствие
- 1986 — Ампир
- 1988 — Дни затмения
- 1989 — Спаси и сохрани
- 1990 — Круг второй
- 1992 — Камень
- 1994 — Тихие страницы
- 1997 — Мать и сын
- 1999 — Молох
- 2001 — Телец
- 2002 — Русский ковчег
- 2003 — Отец и сын
- 2005 — Солнце
- 2007 — Александра
- 2011 — Фауст
- 2015 — Франкофония[44]
- 2022 — Сказка[45]
- 2022 — Go. Go. Go[46]

### Документальные фильмы
- 1974 — Самые земные заботы
- 1975 — Лето Марии Войновой
- 1975 — Позывные Р1НН
- 1978 — Последний день ненастного лета
- 1978—1988 — Мария
- 1979 — Соната для Гитлера
- 1981 — Дмитрий Шостакович. Альтовая соната (совместно с С. Арановичем)[комм. 2]
- 1984 — Жертва вечерняя
- 1985 — Терпение труд
- 1986 — Элегия
- 1986 — Московская элегия (памяти Андрея Тарковского)
- 1987 — И ничего больше
- 1990 — Петербургская элегия
- 1990 — Советская элегия
- 1990 — К событиям в Закавказье
- 1991 — Простая элегия
- 1991 — Ленинградская ретроспектива (1957—1990)
- 1991 — Пример интонации (о Борисе Ельцине)
- 1992 — Элегия из России
- 1995 — Солдатский сон
- 1995 — Духовные голоса
- 1996 — Восточная элегия
- 1996 — Робер. Счастливая жизнь
- 1997 — Смиренная жизнь
- 1997 — Петербургский дневник. Открытие памятника Достоевскому
- 1998 — Петербургский дневник. Квартира Козинцева
- 1998 — Повинность
- 1998 — Узел. Беседы с Солженицыным
- 1999 — dolce… (нежно)
- 2001 — Элегия дороги
- 2004 — Петербургский дневник. Моцарт. Реквием
- 2006 — Элегия жизни: Ростропович, Вишневская
- 2008 — Репетиция — Юрий Темирканов[48]
- 2009 — Интонации
- 2009 — Читаем «Блокадную книгу»
- 2011 — Нам нужно счастье (совместно с А. Янковским)[49]

### Актёр
- 1980 — Ты должен жить — Николай Дорофеев (в титрах — Сакуров)
- 2002 — Русский ковчег — спутник маркиза
- 2015 — Франкофония — камео

## Награды
- 1987 — Бронзовый Леопард кинофестиваля в Локарно за фильм «Одинокий голос человека»[50];
- 1987 — приз внеконкурсной программы Московского кинофестиваля — [источник не указан 1232 дня];
- 1987 — номинация на Золотого медведя Берлинского кинофестиваля за фильм «Скорбное бесчувствие»[источник не указан 1232 дня];
- 1988 — номинация на премию «Ника» за фильм «Одинокий голос человека»[источник не указан 1232 дня];
- 1988 — номинация на первом вручении European Film Awards за фильм «Дни затмения»[источник не указан 1232 дня];
- 1989 — приз Берлинского кинофестиваля в рамках форума нового кинематографа за фильм «Дни затмения»[источник не указан 1232 дня];
- 1991 — приз ФИПРЕССИ Роттердамского кинофестиваля — за фильм «Круг второй» и KNF Award за фильмы «Элегия» и «Простая элегия»[источник не указан 1232 дня];
- 1995 — признан решением Европейской киноакадемии одним из ста лучших режиссёров мирового кино[источник не указан 1232 дня];
- 1996 — Государственная премия Российской Федерации за фильмы «Элегия из России… Этюды для сна», «Духовные голоса»;
- 1997 — премии Московского кинофестиваля имени А. Тарковского, кинокритиков России и специальный приз жюри за фильм «Мать и сын»[источник не указан 1232 дня];
- 30 мая 1997 — Заслуженный деятель искусств Российской Федерации — за заслуги в области искусства[51];
- 1998 — лауреат премии Ватикана — «Премия „Третье тысячелетие“». Вручена Иоанном Павлом II;
- 1999 — приз за лучший сценарий МКФ в Каннах — фильм «Молох»[52];
- 1999 — номинация на Золотую пальмовую ветвь Каннского кинофестиваля за фильм «Молох[43]»;
- 1999 — номинация на European Film Awards за фильм «Молох»[источник не указан 1232 дня];
- 1999 — приз за лучшую режиссуру VII кинофестиваля «Виват кино России!» — фильм «Молох»[53];
- 2001 — Государственная премия России (за фильмы «Молох» и «Телец»)[источник не указан 1232 дня];
- 2001 — премии Гильдии киноведов и кинокритиков России за лучший фильм, лучшую операторскую работу и лучшую режиссуру — «Телец»[источник не указан 1232 дня];
- 2001 — номинация на Золотую пальмовую ветвь Каннского кинофестиваля за фильм «Телец»[43];
- 2001 — приз за изобразительное решение за фильм «Русский ковчег» на МКФ в Торонто[источник не указан 1232 дня];
- 2002 — премия «Ника» в категории «Лучший игровой фильм», «Лучшая режиссёрская работа», «Лучшая операторская работа» за фильм «Телец»;
- 2002 — специальный приз МКФ в Сан-Паулу за общий вклад в кинематограф[источник не указан 1232 дня];
- 2002 — номинация на Золотую пальмовую ветвь МКФ Каннского кинофестиваля за фильм «Русский ковчег»[43];
- 2002 — номинация на European Film Awards за фильм «Русский ковчег»[источник не указан 1232 дня];
- 2003 — приз ФИПРЕССИ на Каннском кинофестивале за фильм «Отец и сын»[43];
- 2003 — «Премия Свободы», учреждённая польским режиссёром Анджеем Вайдой и компанией «Филип Моррис»[источник не указан 1232 дня];
- 2003 — Приз «Лучшая режиссура» и Приз прессы на XI кинофестивале «Виват кино России!» за фильм «Русский ковчег»[54];
- 2 февраля 2004 — Народный артист Российской Федерации — за большие заслуги в области искусства[55]
- 2004 — номинация на премию «Ника» в категории «Лучший игровой фильм» за фильм «Русский ковчег»;
- 2004 — Серебряный Кондор, приз Аргентинской ассоциации кинокритиков за фильм «Русский ковчег»[источник не указан 1232 дня];
- 2005 — номинация на Золотого Медведя Берлинского кинофестиваля за фильм «Солнце»[источник не указан 1232 дня];
- 2005 — Гран-при «Золотой абрикос» за лучший фильм Ереванского кинофестиваля — «Солнце»[источник не указан 1232 дня];
- 2005 — премии Гильдии киноведов и кинокритиков России за лучший фильм и лучшую режиссуру — «Солнце»[источник не указан 1232 дня];
- 2005 — Международная премия «Балтийская звезда»[56];
- 2006 — Почётный Леопард Кинофестиваля в Локарно за особый вклад в кинематограф[источник не указан 1232 дня];
- 10 ноября 2006 — Медаль «За заслуги перед Чеченской Республикой» — за плодотворную деятельность по сближению и взаимообогащению культур наций и народностей[57];
- 2007 — номинация на Золотую пальмовую ветвь Каннского кинофестиваля за фильм «Александра»[43];
- 2007 — премия имени Робера Брессона «За духовные искания в кино» на МКФ в Венеции[источник не указан 1232 дня];
- 2007 — Золотая медаль имени С. Ф. Бондарчука «За выдающийся вклад в кинематограф» МКФ «Золотой Витязь»[58];
- 2007 — премия имени Тарковского[59] 27 сентября 2007 года;
- 2010 — Всероссийская премия «Хранители наследия» (Псков). Номинация: «Подвиг»[источник не указан 1232 дня];
- 2010 — мексиканская премия цифрового кино «Эль Почоте»[источник не указан 1232 дня];
- 2010 — «Небесная линия» (премия за общественную деятельность в сфере градозащиты Петербурга)[источник не указан 1232 дня];
- 2011 — «Золотой лев» (главный приз) 68-го Венецианского кинофестиваля за фильм «Фауст»[60];
- 2011 — орден Восходящего солнца 4 класса (Япония)[источник не указан 1232 дня];
- 2012 — награда за вклад в мировое киноискусство на фестивале «Зеркало» имени Андрея Тарковского[источник не указан 1232 дня];

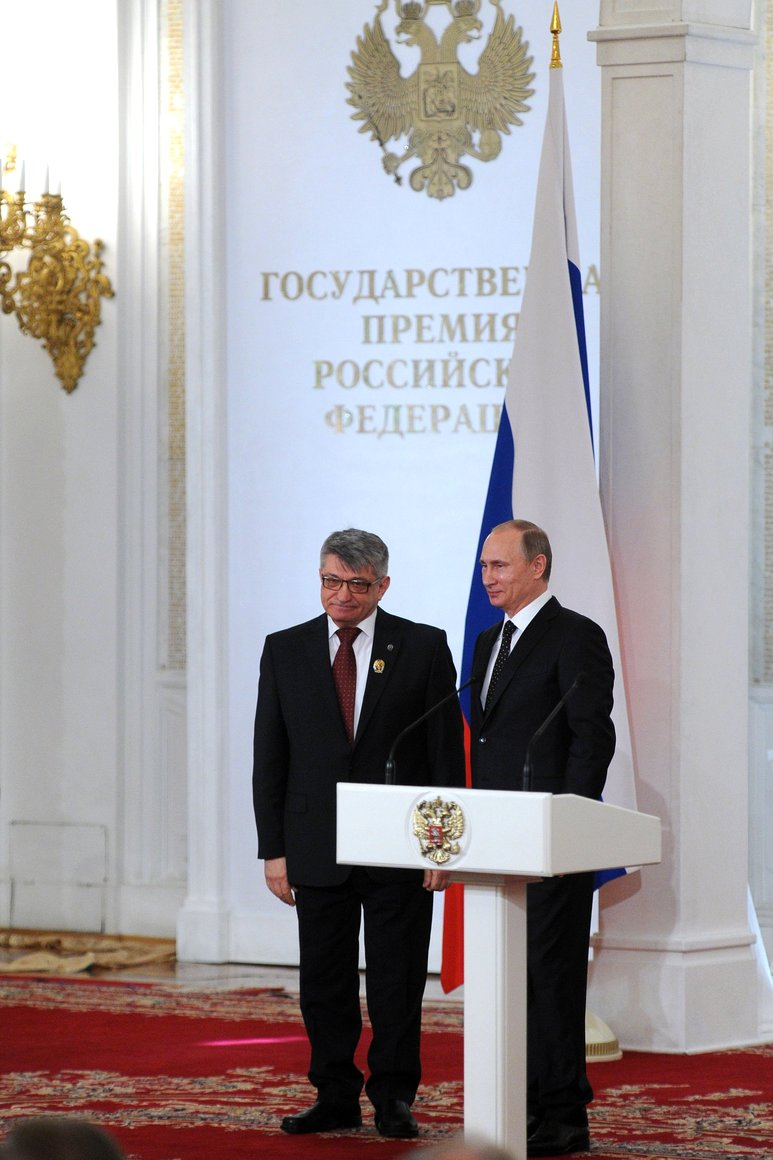
Вручение Государственных премий РФ за 2014 год,
12 июня 2015 года

- 2012 — премия Армянской церкви «Да будет свет», врученная на IX международном кинофестивале «Золотой абрикос»[61]
- 2013 — «Ника» за лучший игровой фильм и лучшую режиссуру за кинофильм «Фауст»[62];
- 2013 — премии Гильдии киноведов и кинокритиков России за лучший фильм и лучшую режиссуру — «Фауст»[источник не указан 1232 дня];
- 2014 — почётный приз «За художественный язык, оказавший влияние на мировой кинематограф, и бескомпромиссную гражданскую позицию» на фестивале «Кинотавр»[63];
- 2014 — премия Дмитрия Лихачёва[64];
- 2014 — офицерский крест ордена Искусств и литературы (Франция)[65];
- 8 июня 2015 — Государственная премия Российской Федерации в области литературы и искусства 2014 года — за вклад в развитие отечественного и мирового кинематографа[66]
- 2015 — приз Федерации кинокритиков Европы и Средиземноморья Fedeora «Лучший европейский фильм» конкурсной программы 72-го международного Венецианского кинофестиваля за фильм «Франкофония»[источник не указан 1232 дня];
- 10 февраля 2016 — Благодарность Законодательного Собрания Санкт-Петербурга — за выдающиеся личные заслуги в развитии культуры и кинематографии в Санкт-Петербурге и России, деятельность, направленную на сохранение исторического и культурного наследия и обеспечение прав граждан на доступ к культурным ценностям[67]
- 2016 — орден «За заслуги перед Кабардино-Балкарской Республикой» — за выдающиеся заслуги в кинематографии и вклад в развитие культуры Кабардино-Балкарской Республики[68]
- 2017 — премия «Ника» в номинации «Честь и достоинство»[69];
- 2017 — премия Европейской киноакадемии «За жизненные достижения»[15]
- 2020 — спецпремия Гильдии киноведов и кинокритиков «За честь и достоинство»[70].

## Комментарии
1. ↑  По одной из ветвей А. Н. Сокуров — потомок древнего кабардинского рода[6].
2. ↑  В 1981 году фильм вышел в цензурированной, сокращённой до 6 частей версии под названием «Дмитрий Шостакович»; показ полной авторской версии состоялся уже во время перестройки[47].